# 王族
王族（おうぞく）は、国の君主の一族（家族・親族）のこと。狭義では王を親や先祖に持つ者とその配偶者の中で、現在の王や法律により王族と承認されている者である。広義では、一般的に王の親族関係にあると認識される者を全て含む。国王と合わせて総称した場合、王室（王家）という。
皇帝の一族、すなわち日本の天皇および諸外国の歴史的皇帝の一族については「皇族」と呼ばれる。

## 概略
王族には王の子供（王子、王女）、子孫、その配偶者が含まれる。法や慣習により、王から何親等までを王族とすると規定があったり、日本の宮家のような親王家を作って、その当主が世襲で王族の地位を保つ場合などがある。また、配偶者一般や女性王族の配偶者を王族と認めない場合、女性王族が結婚すると王族を離れる場合などがある。

## 呼称
英語では（他のヨーロッパ語の多くも同様）、王族は男はプリンス（prince）、女はプリンセス（princess）と呼称される場合が多い。また国王、スルターン、首長など、国によって異なる。爵位で呼ばれることも多い。日本語では王妃、王太子、王子、王女、王弟などと称する。

## 王位継承権
王族の多くは王位継承権を有するが、通常、配偶者としての王族は継承権を持たない。またサリカ法や日本の皇室典範のように女性の継承権を認めない場合、女性王族は王位継承権を有さない。王位継承権を王族に限る場合もあるが、狭義の王族でなくとも王の子孫であれば継承権を有する場合も多い。

## 王族の特権
王族の特権として、爵位や儀礼称号を与えられたり、生活・教育・就職、栄典の付与等の優遇が制度化されている場合も少なくない。